# 이마조역
이마조역(일본어: 今庄駅, いまじょうえき)은 일본 후쿠이현 난조군 미나미에치젠정에 있는 해피라인 후쿠이의 철도역이다.

## 역 구조
단식·섬식 2면 3선 구조의 지상역이다. 역사와 승강장 사이는 구름다리로 연결되어 있다.
후쿠이 지역 철도부가 관리하며, 미나미에치젠 정 당국이 발권 업무를 대신 하는 간이 위탁역이다.

### 승강장
| 1 | ■ 해피라인 후쿠이선 | 하행 | 후쿠이 · 가나자와 방면 |                             |
| 2 | ■ 해피라인 후쿠이선 | 하행 | 후쿠이 · 가나자와 방면 | 특급을 대피하는 열차가 이용 |
| 2 | ■ 해피라인 후쿠이선 | 상행 | 쓰루가 · 마이바라 방면 | 특급을 대피하는 열차가 이용 |
| 3 | ■ 해피라인 후쿠이선 | 상행 | 쓰루가 · 마이바라 방면 |                             |

## 역사
- 1896년 7월 15일 - 관설철도 (뒷날의 일본국유철도) 호쿠리쿠 본선 쓰루가 역 ~ 후쿠이 역 구간 개통과 동시에 개업.
- 1987년 4월 1일 - 민영화에 따라 서일본 여객철도의 소속이 되었다.
- 2024년 3월 16일: 호쿠리쿠 신칸센 가나자와역 ~ 쓰루가역 연장 개통에 따라, 해피라인 후쿠이로 이관됨.

## 인접역
| 해피라인 후쿠이 ■ 해피라인 후쿠이선 | 해피라인 후쿠이 ■ 해피라인 후쿠이선 | 해피라인 후쿠이 ■ 해피라인 후쿠이선 |
| ----------------------------------- | ----------------------------------- | ----------------------------------- |
| 미나미이마조 쓰루가 방면            | 보통                                | 유노오 다이쇼지 방면                |